# Großsteingräber bei Neuhausen
Die Großsteingräber bei Neuhausen waren mehrere megalithische Grabanlagen unbekannter Zahl der Jungsteinzeit bei Neuhausen, einem Ortsteil von Berge im Landkreis Prignitz (Brandenburg). Leopold von Ledebur erwähnt, dass um 1844 in der Umgebung des Ortes noch zahlreiche „Hünengräber“ vorhanden waren, macht aber keine näheren Angaben zu Zahl, Maßen, Ausrichtung und Typ der Anlagen. Funde von Keramikgefäßen waren häufig.